# Järpen
Järpen is de hoofdplaats van de gemeente Åre in het landschap Jämtland en de provincie Jämtlands län in Zweden. De plaats heeft 1439 inwoners (2005) en een oppervlakte van 218 hectare. De plaats ligt aan de Europese weg 14 en aan een verbreed deel van de rivier de Indalsälven. Bij de plaats mondt het riviertje de Järpströmmen in de eerder genoemde Indalsälven uit. De stad Östersund ligt ongeveer 75 kilometer ten oosten van Järpen.

## Verkeer en vervoer
Bij de plaats lopen de Europese weg 14 en Länsväg 336.